# Florian Bieber

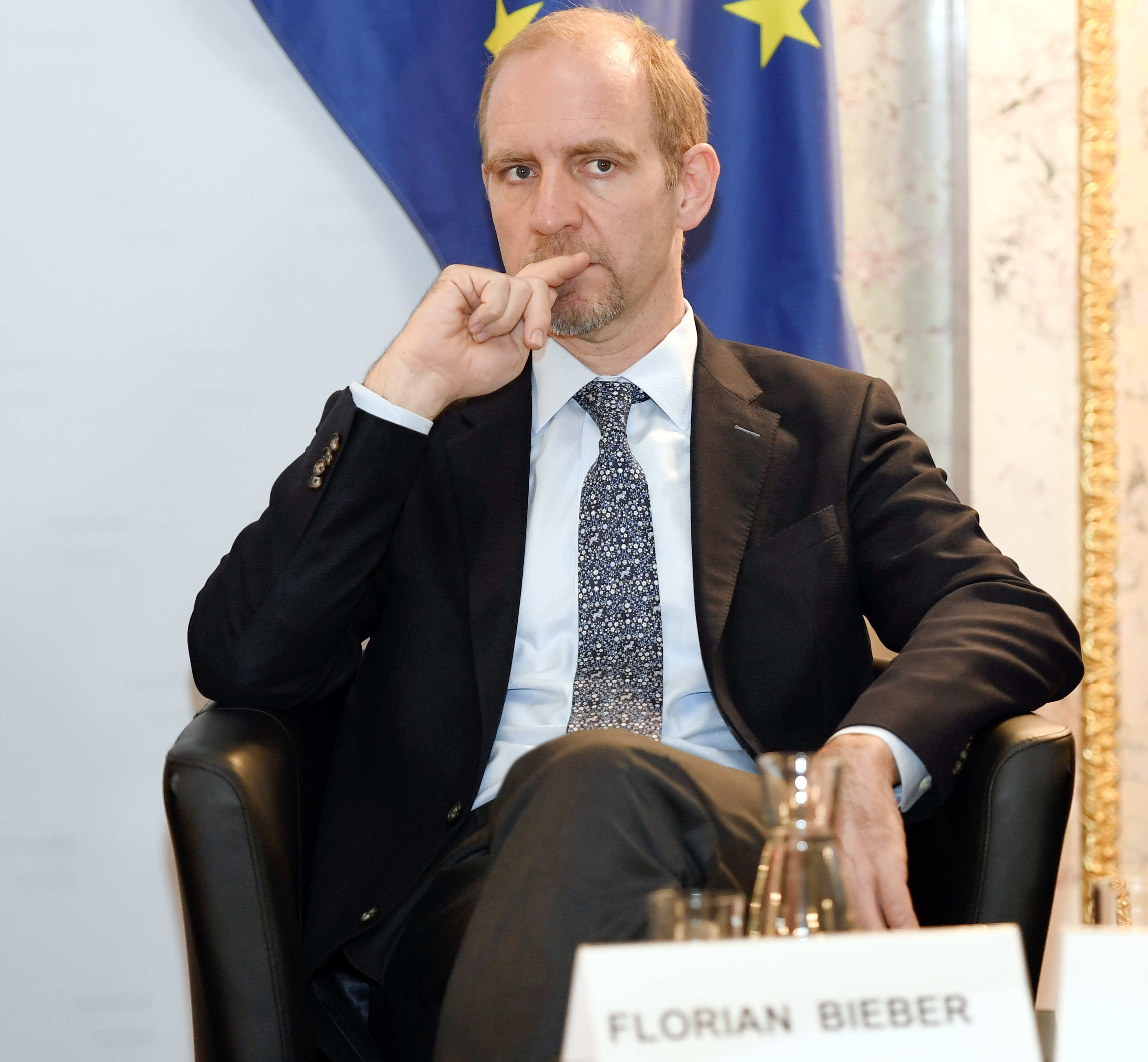
Florian Bieber, 2019

David Florian Bieber (* 1973) ist ein Luxemburger Politologe und Zeithistoriker. Er ist Professor an der Karl-Franzens-Universität Graz und leitet dort das Zentrum für Südosteuropastudien.

## Leben
Bieber hat am Trinity College (USA), der Universität Wien und der Central European University (Budapest) Geschichte und Politikwissenschaft studiert. Er hat fünf Jahre für das Europäische Zentrum für Minderheitenfragen in Sarajevo und Belgrad gearbeitet und war Lecturer für osteuropäische Politik an der Universität Kent (Großbritannien). Er war Gastprofessor u. a. an der Cornell-Universität, Central European University, sowie den Universitäten Bologna und Sarajevo. Sein Forschungsschwerpunkt ist die Zeitgeschichte und die politischen Systeme Südosteuropas sowie Demokratisierung und ethnische Konflikte. Er war von 2009 bis 2013 Herausgeber der Zeitschrift Nationalities Papers.
Er koordiniert die Balkans in Europe Policy Advisvory Group (BiPEAG) und ist Herausgeber der Zeitschrift Contemporary Southeastern Europe sowie der Buchreihe South East European Studies.
Florian Bieber ist Unterzeichner der 2017 veröffentlichten Deklaration zur gemeinsamen Sprache der Kroaten, Serben, Bosniaken und Montenegriner.

## Veröffentlichungen (Auswahl)
- Bosnien-Herzegowina und der Libanon im Vergleich. Historische Entwicklung und politisches System vor dem Bürgerkrieg. Pro-Universitate-Verlag, Sinzheim 1999, ISBN 3-932490-50-9.
- (Hrsg.): Understanding the war in Kosovo. Cass, London 2003, ISBN 0-7146-5391-8.
- (Hrsg.): Montenegro in transition. Problems of identity and statehood. Nomos, Baden-Baden 2003, ISBN 3-8329-0072-1.
- Nationalismus in Serbien vom Tode Titos bis zum Ende der Ära Milošević (= Wiener Osteuropa-Studien, Bd. 18). LIT, Wien 2005, ISBN 3-8258-8670-0 (= Dissertation Universität Wien).
- (Hrsg., mit Harald Heppner): Universities and elite formation in Central, Eastern and South Eastern Europe (= Transkulturelle Forschungen an den Österreich-Bibliotheken im Ausland. Bd. 11). LIT, Wien 2005, ISBN 978-3-643-90615-1.
- The rise of authoritarianism in the Western Balkans. Palgrave Macmillan, Cham 2020, ISBN 978-3-030-22148-5.
- (Hrsg., mit Nikolaos Tzifakis): The Western Balkans in the world. Linkages and relations with non-western countries. Routledge, London 2020, ISBN 978-0-367-19799-5.
- (mit Roland Bieber): Einheit und Vielfalt in der Europäischen Union. Springer VS, Cham 2023, ISBN 978-3-031-27590-6.
- Pulverfass Balkan. Wie Diktatoren Einfluss in Europa nehmen. Ch. Links Verlag, Berlin 2023, ISBN 978-3-96289-193-0.